# Mikroregion Košeticko
Mikroregion Košeticko je svazek obcí v okresu Pelhřimov, jeho sídlem jsou Košetice a jeho cílem je rozvoj regionu. Sdružuje celkem 6 obcí a byl založen v roce 2001.

## Obce sdružené v mikroregionu
- Chyšná
- Chýstovice
- Košetice
- Křešín
- Martinice u Onšova
- Onšov